# Colle dell'Agnello
Il Colle dell'Agnello (2.748 metri s.l.m. - Col Agnel in francese; Còl dl'Agnél in piemontese) è un valico alpino delle Alpi Cozie (Alpi del Monviso), nonché il secondo valico automobilistico più alto d'Italia e il terzo d'Europa preceduto soltanto dal Colle dell'Iseran nelle Alpi francesi e dal Passo dello Stelvio nelle Alpi dell'Ortles. 
Situato a sud-ovest del Monviso, tra il Pan di Zucchero e la Punta dell'Alp, collegando l'Italia alla Francia dal comune piemontese di Pontechianale a quello francese di Molines-en-Queyras del dipartimento delle Alte Alpi , è stato inaugurato nel 1973 ampliando una preesistente strada militare sterrata; è stato meta di transito di svariate tappe del Giro d'Italia e del Tour de France e meta consueta di campi estivi da parte di astrofili, offrendo uno dei siti di osservazione con il cielo più buio, incontaminato e accessibile con vetture normali.

## Storia
Notizie di una mulattiera si hanno a partire dal XVII secolo, quando il tracciato era principalmente utilizzato per consentire ai pastori della zona di commerciare il proprio formaggio raggiungendo i maggiori mercati locali. 
Nel Settecento era il più importante valico del principale spartiacque alpino tra il Colle della Croce e quello della Maddalena. Percorribile a cavallo, permetteva un collegamento abbastanza agevole tra molti centri e l'alta valle del Durance. Era frequentato da mercanti, emigranti, stagionali, pellegrini.
In tempo di guerra poteva costituire una via di passaggio transfrontaliero più facile di altre (tranne in inverno).
Fu poi ampliata e utilizzata come strada militare e nel 1973, dopo alcuni anni di lavori di consolidamento e di ampliamento, è stata completata la strada carrozzabile asfaltata.

## Descrizione

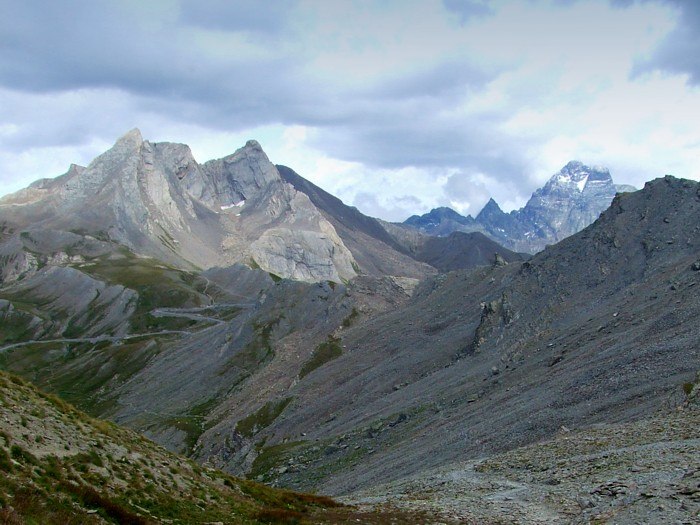
Una veduta del Colle dell'Agnello dal versante francese, in secondo piano a destra la parete ovest del Monviso

La salita inizia presso la frazione Chianale del comune di Pontechianale, ultimo paese abitato della Valle Varaita e, dopo un breve tratto relativamente agevole, gli ultimi otto chilometri rilevano una pendenza media del 10% con picchi ben superiori. L'ambiente severo e desolato, sovrastato dal Monviso a est, ne fa una delle più dure strade alpine con una carreggiata che costeggia sovente tanto dirupi quanto pareti di roccia nuda.
La strada è asfaltata e carrozzabile su entrambi i versanti per tutti i suoi 25 km e conta due corsie, percorribili per ciascun senso di marcia; nel suo complesso ha una pendenza media che oscilla tra il 9% e il 10%, ma in alcuni tratti supera il 15%.
Il tracciato conta complessivamente un ponte, numerose curve, ventidue tornanti, di cui sedici sul versante italiano e soltanto sei su quello francese che risulta meno duro e scosceso; inoltre lungo il tragitto vi sono punti di partenza di molti sentieri escursionistici GTA. 
Dalla sommità si gode di un'ottima visuale sia sul lato italiano della Valle Varaita, da cui si può notare la parete occidentale del Monviso, che sul versante francese del parco del Queyras.
Su entrambi i versanti il passo rimane chiuso stagionalmente tra ottobre e maggio.

### Escursionismo

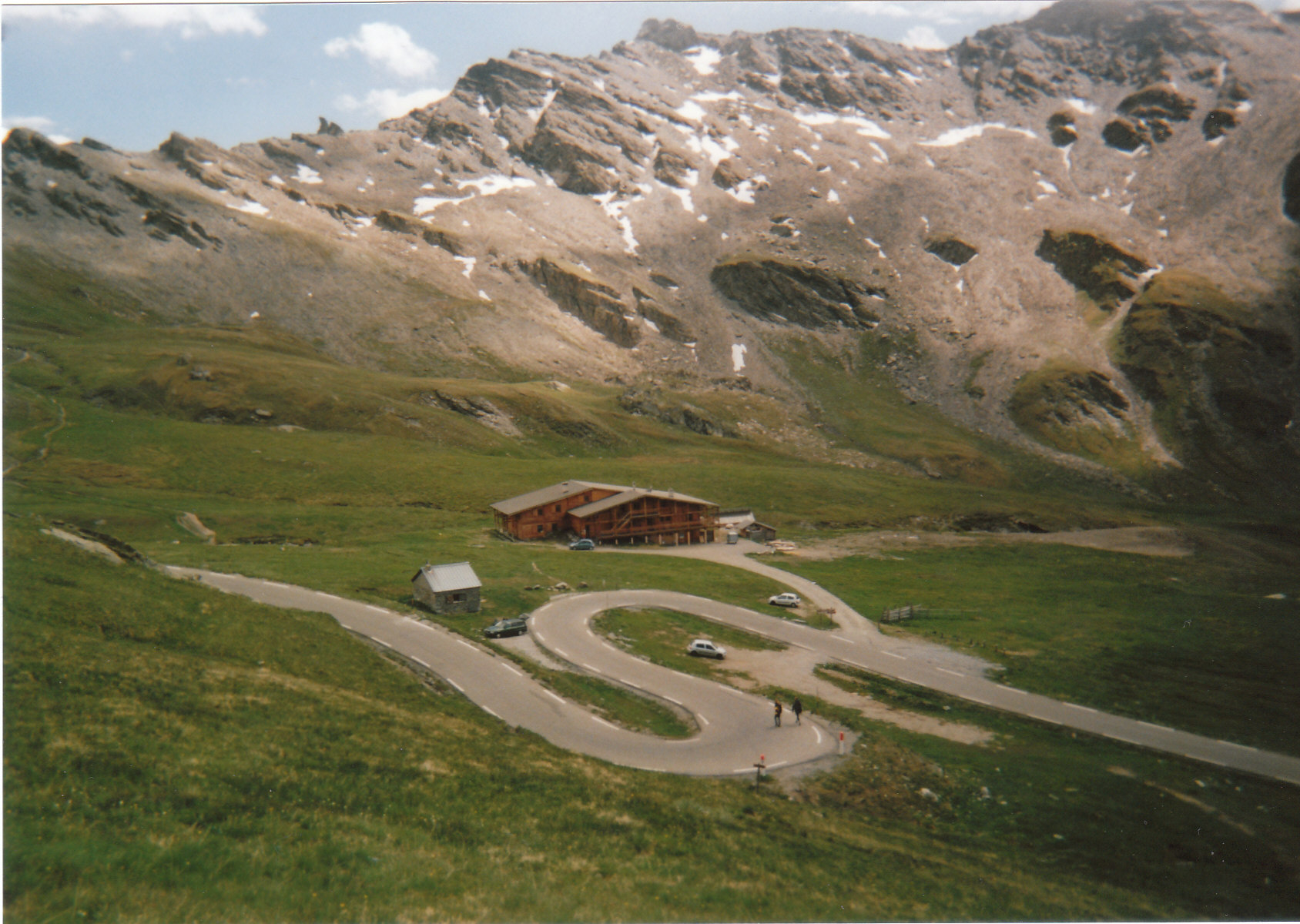
Il Rifugio Col Agnel sul versante francese.

Dal colle dell'Agnello, o dalle sue immediate vicinanze, partono diversi itinerari escursionistici e alpinistici. 
Tra le maggiori cime appartenenti al suo contesto orografico e raggiungibili dal colle vi sono:
- Aiguillette - 3.298 m
- Pan di Zucchero - 3.208 m
- Pelvo - 3.021 m
- Pic d'Asti - 3.219 m
- Punta dell'Alp - 3.031 m
- Roc della Niera - 3.177 m
- Rocca Bianca - 3.064 m

Nelle vicinanze del colle, sul versante francese, sorge il Rifugio Col Agnel (2.580 m); sul versante italiano, si trova il Rifugio degli Alpini (2.699 m), aperto su richiesta.

### Ciclismo

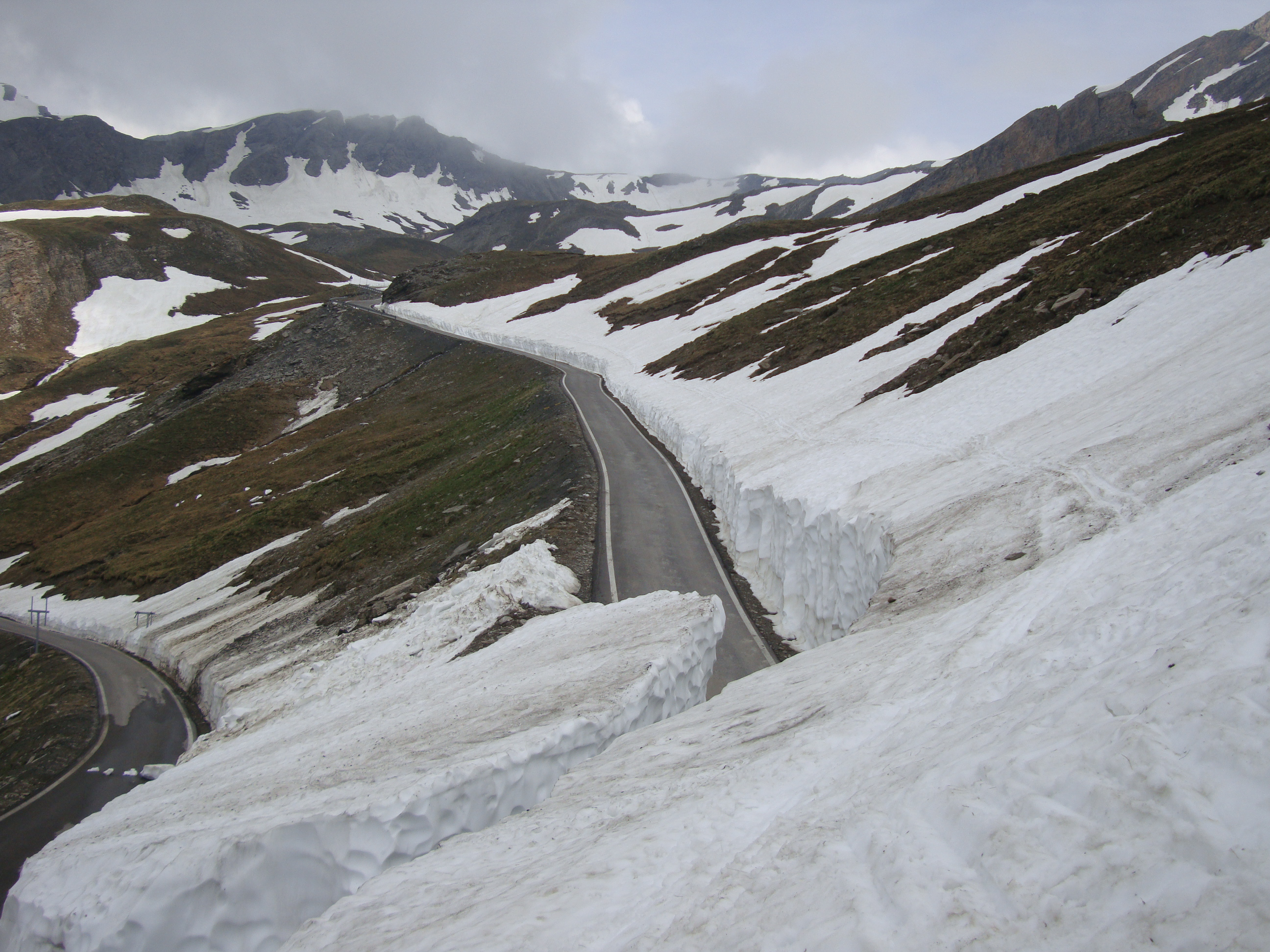
Tornanti innevati nei pressi del valico

La salita al Colle dell'Agnello, classificabile come «salita alpina lunga», dalla grande quota altimetrica raggiunta con pendenze medio-alte, è un percorso molto battuto dai cicloamatori più preparati. Nel corso degli anni è stato meta di tappe del Giro d'Italia e del Tour de France.
La ex-Comunità montana Valle Varaita ha predisposto un sistema di cronometraggio sulla salita del colle dell'Agnello, che si inserisce in un circuito di percorsi analoghi gestiti dagli stessi organizzatori della Rampignado. Il riferimento di partenza è a Chianale, alla base del colle, mentre il riferimento di arrivo è sulla sua sommità, al termine della salita. Attualmente il sistema non è funzionante (luglio 2023).
Il 23 giugno 2018 viene inaugurata una statua lignea dedicata al ciclista Michele Scarponi, che perse la vita nell'aprile 2017 in un incidente stradale durante un allenamento. La scultura è posizionata nel punto più alto del Colle, al confine tra Italia e Francia.

#### Giro d'Italia
Il colle dell'Agnello è stato scalato quattro volte al Giro d'Italia:
- 1994 - 20ª tappa: Cuneo - Les Deux Alpes vinta da Volodymyr Pulnikov
- 2000 - 19ª tappa: Saluzzo - Briançon vinta da Paolo Lanfranchi
- 2007 - 12ª tappa: Scalenghe - Briançon vinta da Danilo Di Luca
- 2016 - 19ª tappa: Pinerolo - Risoul vinta da Vincenzo Nibali

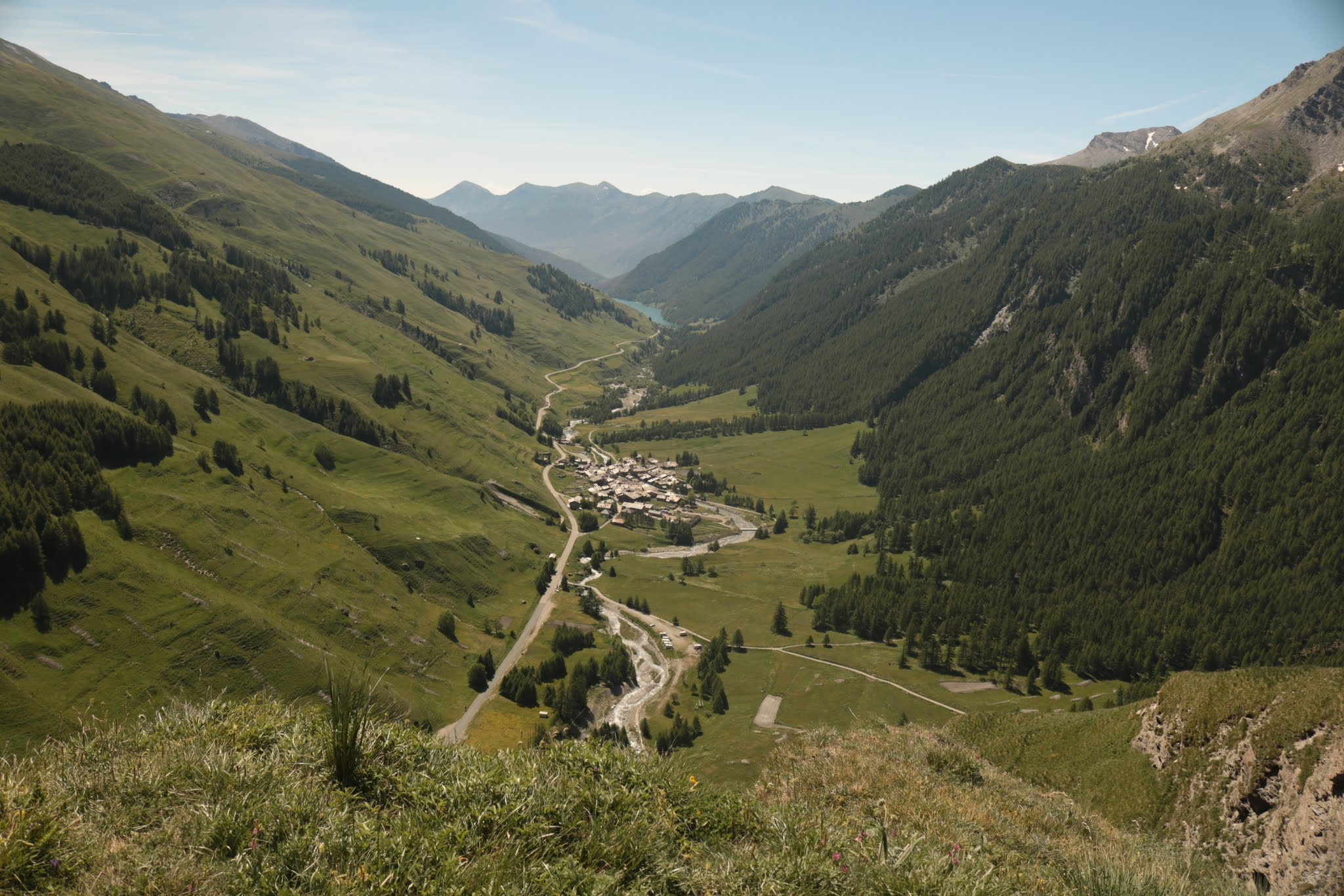
Una veduta di Chianale, in fondo una porzione del lago di Pontechianale

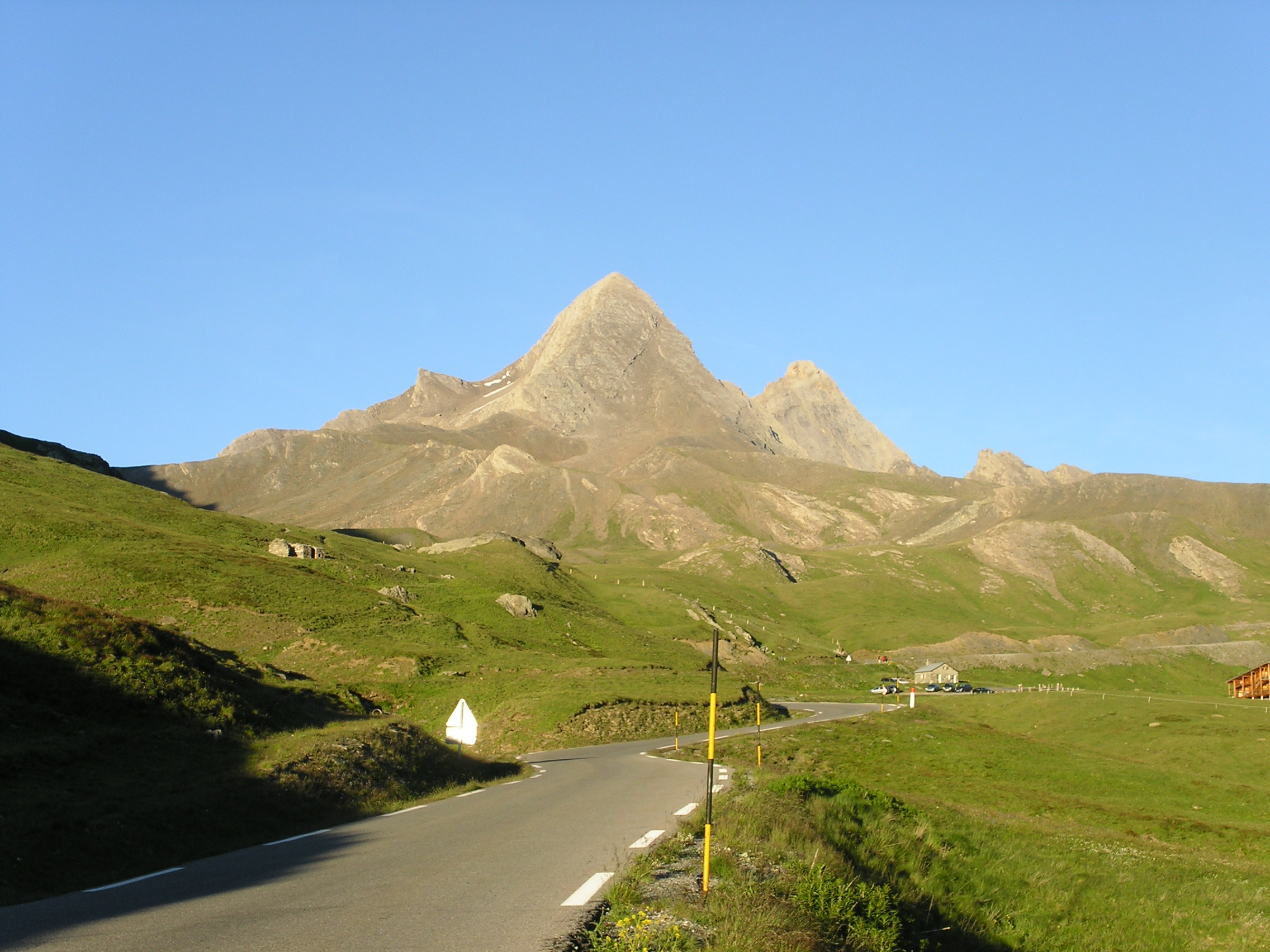
La strada verso il Colle dell'Agnello dal versante francese, sullo sfondo la vetta alpina del Pan di Zucchero

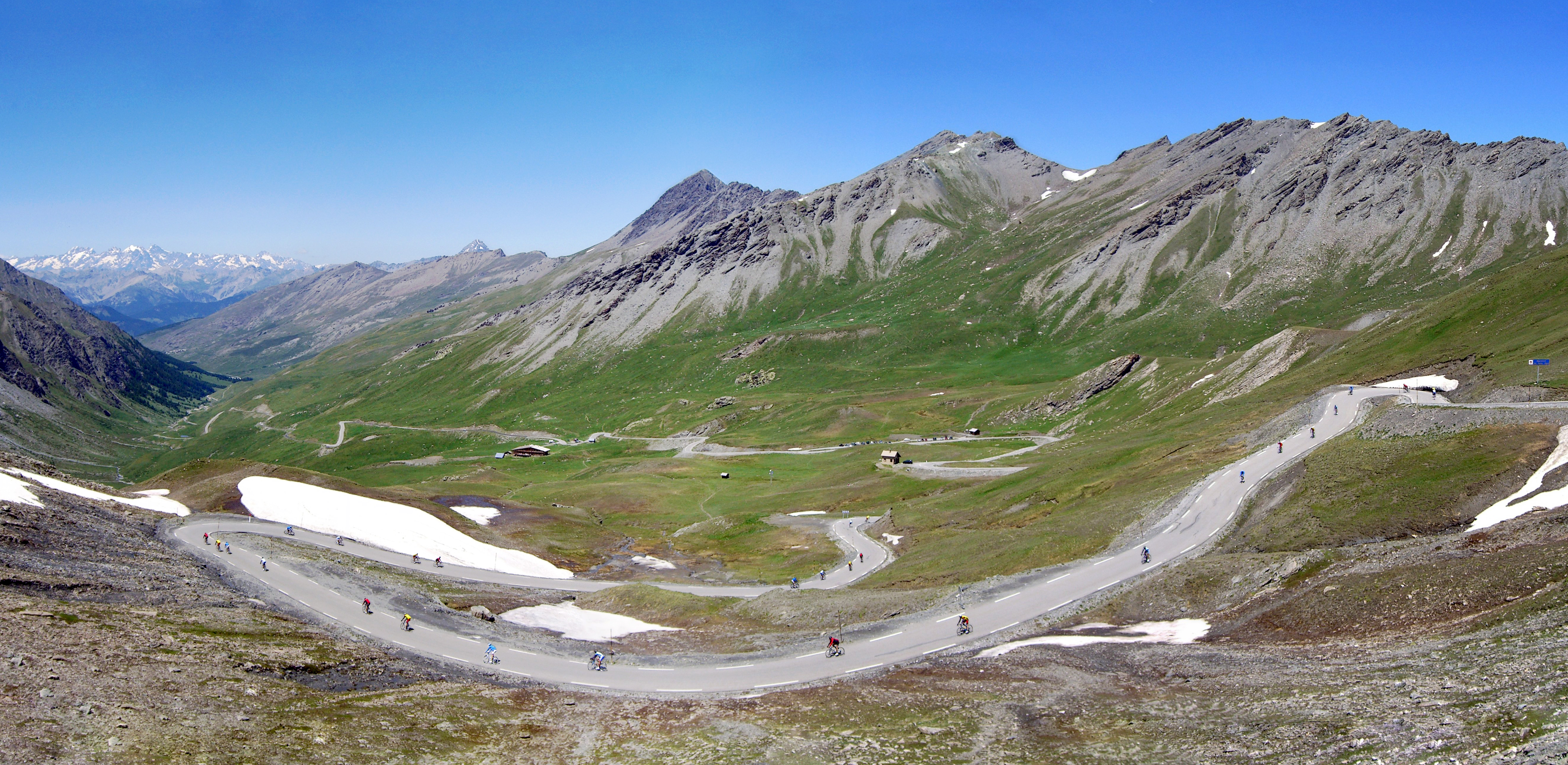
Ciclisti in discesa dal versante francese

La scalata al colle era prevista anche per la 19ª tappa del Giro d'Italia 1995, ma fu accorciata anticipando l'arrivo a Pontechianale per la caduta di due slavine a circa 800 metri dal colle; la tappa prevedeva altre due scalate oltre i 2.000 metri, la prima al colle di Sampeyre effettuata regolarmente dai ciclisti e quella al colle dell'Izoard con successivo arrivo a Briançon, in Francia, non affrontata.
Elenco dei ciclisti arrivati per primi in vetta al colle durante il Giro d'Italia:
| Anno | Nome                | Nazionalità |
| ---- | ------------------- | ----------- |
| 1994 | Stefano Zanini      | Italia      |
| 2000 | José Jaime González | Colombia    |
| 2007 | Yoann Le Boulanger  | Francia     |
| 2016 | Michele Scarponi    | Italia      |

#### Tour de France
Il colle è stato affrontato due volte durante il Tour de France:
.
- 2008 - 15ª tappa: Embrun - Prato Nevoso vinta da Simon Gerrans
- 2011 - 18ª tappa: Pinerolo - Galibier Serre-Chevalier vinta da Andy Schleck

Elenco dei ciclisti transitati per primi in vetta al colle durante il Tour de France:
| Anno | Nome             | Nazionalità |
| ---- | ---------------- | ----------- |
| 2011 | Maksim Iglinskij | Kazakistan  |
| 2008 | Egoi Martínez    | Spagna      |

### Approfondimenti
1. ↑  La quota indicata sulle carte italiane IGM è di 2.748 metri di altitudine, mentre le carte francesi IGN indicano 2.744 metri.
2. ↑  Intendendo per valico un passo montano raggiunto da una strada carrozzabile asfaltata aperta al traffico privato che unisca i due versanti del passo stesso e che quindi non sia «a fondo cieco». Il colle del Sommeiller posto a 3.009 metri di altitudine è il passo più alto raggiunto da una carrozzabile, ma soltanto dal versante italiano; inoltre vi è anche il passo del Pico del Veleta, sulla Sierra Nevada, in Spagna. Tuttavia anch'essa è «a fondo cieco» e il traffico privato su questa strada è limitato ai 2.500 metri di altitudine.
3. ↑  Strada carrozzabile asfaltata che raggiunge i 2.770 metri s.l.m.
4. ↑  Da non confondersi con l'omonimo passo posto a 3.090 metri s.l.m sul Massiccio dell'Ambin, raggiunto invece da un sentiero escursionistico)

### Fonti
1. ↑   Comitato per San Lorenzo (chiesa di Chianale) (a cura di), Vivere a Chianale nel '700: il diario di don Tholozan, Chianale, 1986.
2. ↑  È necessario rivolgersi all'ANA.
3. ↑   Salita Colle dell'Agnello, su salitomania.it.
4. ↑   Sul Colle dell’Agnello la statua per Scarponi, su lastampa.it.